# Moneta caudifera
Moneta caudifera är en spindelart som först beskrevs av Wilhelm Dönitz och Embrik Strand 1906.  Moneta caudifera ingår i släktet Moneta och familjen klotspindlar. Inga underarter finns listade i Catalogue of Life.